# Romeo Battistig
Romeo Battistig (Venezia, 13 dicembre 1866 – Sagrado, 16 giugno 1915) è stato un patriota ed esponente dell'irredentismo italiano.

## Biografia
Nato da famiglia goriziana di consolidate tradizioni patriottiche (all'epoca Gorizia apparteneva all'Impero austro-ungarico), Romeo Battistig si trasferisce a Udine nel 1870, dove intraprende gli studi elementari e tecnici.
Non appena compiuto il diciottesimo anno d'età, si arruola volontario nei Bersaglieri per partecipare alla "Spedizione di San Marzano" in Eritrea, importante operazione coloniale avvenuta tra il 1887 ed il 1888. Sul campo, Romeo Battistig dimostra coraggio e sprezzo del pericolo, oltre a riportare alla mano sinistra la mutilazione di tre dita, in seguito all'esplosione di una polveriera.
Rientrato in Italia, aderisce al movimento risorgimentale, condividendo l'idealità nazionale con il pensiero repubblicano ed anticlericale.
All'alba del '900 lo Stato Unitario italiano appare una conquista consolidata, però mancante di significative porzioni nazionali, prima fra tutte la Venezia Giulia. Perciò, la militanza "mazziniana" dell'epoca manifesta intenti irredentistici, rivendicando il ricongiungimento alla madrepatria delle terre italiane sotto dominio asburgico. Tale posizione, nettamente eversiva dell'ordine costituito viennese, pure ravvisa complicazioni circa la relazione con le autorità sabaude, data l'alleanza in vigore tra Regno d'Italia, Monarchia danubiana e Impero tedesco.
In tale contesto agisce Romeo Battistig, che con l'avvento del XX secolo prende parte attiva alle iniziative patriottiche. Dal 1902 intrattiene stretti rapporti con i nazionalisti italiani attivi oltre confine (in particolare a Trieste e a Gorizia), organizza un sistema di propaganda, immagina complotti, promuove agitazioni e provocazioni dirette a creare dissensi fra Regno d'Italia e l'Austria-Ungheria.
Nel 1904 Battistig si conferma come uno dei maggiori leader del movimento, svolgendo un ruolo nevralgico nella velleitaria insurrezione di Trieste, principale dimostrazione irredentistica dopo l'attentato alla vita dell'Imperatore Francesco Giuseppe, compiuta da Guglielmo Oberdan nel 1882.
Qui si articolano una serie di azioni che, coordinate tra loro, dovrebbero sollevare la rivolta contro le autorità austro-ungariche triestine. Considerata anche l'entità delle forze su cui possono contare i congiurati, l'obiettivo del moto è aumentare la tensione nei rapporti italo-austriaci, piuttosto che sovvertire concretamente il potere imperiale e regio nella Venezia Giulia.
Tuttavia, in spregio alla preparazione del piano insurrezionale, che prevedeva l'utilizzo di diversi ordigni, un delatore informa la Polizia del Litorale, che sventa il piano rivoluzionario e arresta numerosi patrioti. Romeo Battistig, con altri irredenti che si trovano in Friuli, sono compromessi e vengono banditi dal territorio austro-ungarico.
Nell'estate del 1914, lo scoppio della guerra europea ridesta i propositi di Romeo Battistig e di tutti gli irredentisti. Questi da sempre nutre la convinzione secondo cui la “liberazione” della Venezia Giulia e del Trentino possa conseguire unicamente ad un vittorioso conflitto tra Regno d'Italia e Impero Austro-Ungarico. Nessun momento può riconoscersi più propizio per lanciare un'accesa campagna interventista che contribuisca a persuadere i titubanti vertici dello Stato Italiano a scendere in guerra, tanto più dopo che il Bel Paese denunciava la Triplice Alleanza, proclamando la neutralità e de facto volgendo le spalle agli Imperi Centrali.
Nell'ottobre del 1914 Romeo Battistig e alcuni suoi compagni fondano il settimanale interventista friulano Ora o Mai, tratto da una chiosa pronunciata da Cesare Battisti durante un comizio. Ora o Mai diviene in breve tempo un foglio di lotta antineutralista, le cui polemiche assumono toni così vivaci da condurre lo stesso Romeo Battistig in duello, nel quale riporta una seria ferita. Negli stessi periodi, egli s'impegna efficacemente per organizzare lo sconfinamento e garantire l'assistenza dei Volontari Giuliani, ovvero gli Italiani residenti nell'Impero Austro-Ungarico che, non intendendo combattere sotto vessillo asburgico, si trasferiscono clandestinamente in Italia per arruolarsi nel Regio Esercito.
Dopo il 24 maggio 1915, appena avuta notizia dell'apertura delle ostilità, a quarantanove anni, Romeo Battistig parte volontario nel 20º Reggimento Cavalleggeri di Roma. Ventuno giorni più tardi, il 15 giugno 1915, egli si spinge in ricognizione sul ponte che valica l'Isonzo a Sagrado, in provincia di Gorizia. Qui viene colpito a morte, risultando vano ogni tentativo di soccorso reiterato sotto il fuoco austriaco da parte dei propri commilitoni.
È ricordato da un monumento posto sul lato destro del ponte che collega Gradisca d'Isonzo con Sagrado sulla sponda gradiscana.